# Грибунины
Грибунины — дворянский род, многим из них принадлежали имения в Юрьевецком уезде Костромской губернии.
- Грибунин Вадим Геннадьевич (1968 г. р.) — доктор технических наук, полковник запаса.
- Грибунин, Владимир Фёдорович (1873—1933) — русский советский актёр.
- Грибунин Илья Петрович (1854 — после 1913) — штабс-капитан, впоследствии генерал-лейтенант (1913)[2]
- Грибунин, Семён Фёдорович (1870—?) — земский деятель, член Государственной думы IV созыва от Костромской губернии, брат В. Ф.

## Описание герба
В серебряном, с червлёной каймой щите три чёрных, с золотыми рукоятками, сходящиеся вилообразно остриями в центре меча.
Щит увенчан дворянским коронованным шлемом. Нашлемник: пять страусовых перьев: среднее — чёрное, второе и третье — серебряные, крайние — червлёные. На перья наложен золотой полумесяц вниз, над ним золотой крест с широкими концами. Намёт: справа — червлёный с серебром, слева — чёрный с серебром.